# Тенге (село)
Тенге́ (каз. Теңге) — село у складі Жанаозенської міської адміністрації Мангистауської області Казахстану. Адміністративний центр та єдиний населений пункт Тенгеського сільського округу.
У радянські часи село називалось Станція Узень, пізніше отримало сучасну назву і статус смт, з 2007 року селище має статус села.
Населення — 15894 особи (2021; 16688 у 2009, 11080 у 1999, 4572 у 1989).